# Ёж (герб)
Ёж (пол. Jeż) — польский дворянский герб.

## Описание
В красном поле чёрный ёж.
Щит увенчан дворянскими шлемом и короной. Нашлемник: три страусовых пера. Намёт на щите красный, подложенный чёрным. Герб Ёж (употребляют Гижи) внесён в Часть 3 Гербовника дворянских родов Царства Польского, стр. 8 Архивная копия от 3 сентября 2017 на Wayback Machine.

## Герб используют
8 родов
Gąsiorecki, Hyżewicz, Jeż, Лисовские (Lisowski), Łosowski, Modrzyński, Sulkiewicz, Wyżewicz